# 人形の家/夢は夜ひらく
「人形の家／夢は夜ひらく」（にんぎょうのいえ／ゆめはよるひらく）は2012年5月9日に発売された德永英明49枚目のシングル。

## 概要
前作「明日へ帰ろう」から9ヶ月ぶりで、カバー・アルバム『VOCALIST VINTAGE』先行シングル。「抱きしめてあげる/花束」以来、4年ぶりのダブル表題曲シングル。本作は1960年代の楽曲をカバーしたことからCDのほかカセットテープも発売。

## 収録曲
全編曲：松浦晃久
1. 人形の家
作詞：なかにし礼　作曲：川口真
TBSテレビ「ひるおび」2012年5月度エンディングテーマ
2. 夢は夜ひらく
作詞：石坂まさを　作曲：曾根幸明
3. 上を向いて歩こう
作詞：永六輔　作曲：中村八大
2月発売の配信限定シングルを初CD化。
『VOCALIST VINTAGE』限定盤Bに別ヴァージョン収録。
4. 人形の家（Instrumental）
5. 夢は夜ひらく（Instrumental）
6. 上を向いて歩こう（Instrumental）